# Mikroregion Džbány - svazek obcí
Mikroregion Džbány - svazek obcí byl dobrovolný svazek obcí podle zákona v okresu Benešov, jeho sídlem byly Votice a jeho cílem byl rozvoj mikroregionu v okolí hory Džbány (688 m), ÚP, infrastruktury, životního prostředí a cestovního ruchu. Sdružoval 10 obcí, byl založen v roce 2000 a zanikl 6. listopadu 2015 výmazem z rejstříku dobrovolných svazků obcí. Na jeho činnost navazuje Mikroregion Voticko.

## Obce sdružené vmikroregionu
- Votice
- Bystřice
- Olbramovice
- Vrchotovy Janovice
- Vojkov
- Jankov
- Zvěstov
- Ratměřice
- Neustupov
- Miličín